# La sorgente magica della giovinezza
La sorgente magica della giovinezza (Don's Fountain of Youth) è un film del 1953 diretto da Jack Hannah. È un cortometraggio animato della serie Donald Duck, prodotto da Walt Disney, scritto da Ralph Wright e diretto da Jack Hannah. Uscì negli Stati Uniti il 30 maggio 1953, distribuito dalla RKO Radio Pictures. A partire dagli anni novanta è più noto come Paperino e la fonte della giovinezza. Nel novembre 1997 fu inserito nel film di montaggio direct-to-video I capolavori di Qui Quo Qua. 

## Trama
Paperino porta in vacanza con la propria auto i suoi nipoti Qui, Quo e Qua in Florida. I tre fratelli però, sembrano essere più interessati al loro fumetto che alle bellezze del posto che lo zio vorrebbe loro mostrare. Ma quando la macchina si rompe vicino a una sorgente d'acqua "scambiata per la fonte della giovinezza", Paperino ne approfitta per divertirsi un po' con i nipoti e rimuove il pezzo del cartello con la scritta "scambiata per". Il papero finge di essere tornato un neonato e comincia a distruggere il loro fumetto e ad agire come un bambino viziato. Subito dopo, Paperino prova a fingere di essersi trasformato in un uovo, che prende dalla covata di un coccodrillo. Ben presto però, il rettile si accorge della mancanza di un uovo e attacca Qui, Quo e Qua, intenti a difenderlo. Durante un inseguimento, l'uovo finisce vicino a Paperino e, insieme all'altro, si schiude; di conseguenza i piccoli coccodrilli scambiano il papero per la loro mamma. Il coccodrillo madre attacca a questo punto Paperino che, dopo un inseguimento, è costretto a fuggire in auto a tutta velocità insieme a Qui, Quo e Qua. Dopo che i paperi se ne sono andati, i piccoli coccodrilli sono terrorizzati alla vista della loro madre, ma lei riesce finalmente a farsi riconoscere dai suoi piccoli, che la abbracciano contenti.

## Distribuzione

### Edizione italiana
Il primo doppiaggio italiano del film è stato eseguito negli anni ottanta, con Franco Latini come voce di Paperino, per la pubblicazione del corto all'interno della VHS Paperino e la sua banda di paperi uscita a ottobre 1985. Invece il secondo doppiaggio, eseguito nel 1989, viene utilizzato nella riedizione della VHS, uscita a settembre dello stesso anno e quindi in tutte le successive occasioni.

### Edizioni home video

#### VHS
- Paperino e la sua banda di paperi (ottobre 1985)[4]
- Paperino e la sua banda di paperi (settembre 1989)[5]
- Paperino un disastro di eroe (agosto 1999)

#### DVD
Il cortometraggio è incluso, come contenuto speciale, nell'edizione DVD de I tre caballeros.